# Кинеско-индијски рат
Кинеско-индијски рат почео је 10. октобра 1962. а повод му је спор Индије и Кине око границе на Хималајима у Аруначал Прадешу (или јужном Тибету, како га зову Кинези). Друго ратиште је био Аксај Чин, који је за Кину био од стратешког значаја, јер је омогућавао везе Тибета и Синјанга. Рат је завршио после кинеске победе кинеским проглашењем прекида ватре 21. новембра 1962. Кинеско-индијски рат је био највећи војни конфликт на таквим висинама и представља пример планинског ратовања. Битке су се одвијале на висинама преко 4200 метара. 

## Узроци рата
Британска Индија и Тибет никад нису јасно означили своје границе. Британска колонијална управа била је поставила међаше, али административна граница је остала много јужније. Британци су полагали право на Мекмахонову линију, која је уцртана 1914. током Симла конференције. Тибетанци су се сложили са том границом. Међутим кинеска династија Ћинг и касније Република Кина не признају ту границу. Њихова је била тврдња да Тибет не може склапати међународне уговоре у име Кине. Због тога Кина не признаје Мекмахонову линију. После независности Индије 1947. и оснивања Народне Републике Кине 1949. тај проблем није био решен, него само одложен.
Индија и Кина су одржавали добре односе током 50-их, придржавајући се Пет принципа мирољубиве коегзистенције, који су усвојили председници влада Кине и Индије 1953. Када је Кина 1950. послала војску у Тибет, Џавахарлал Нехру је послао велику војску у гранично подручје са Тибетом. Кина је спорила линију актуелне контроле границе, која је представљала демаркациону линију. До 1962. Кина и Индија држале су велику војску у спорним подручјима. С времена на време једни би друге оптуживали због покрета трупа у спорном подручју. Десило се и неколико мањих инцидената. Кинези су имали и разлог за то подручје, наиме да заштите Сечуанско-тибетански ауто-пут, који је био од стратешког значаја за снабдевање кинеске војске на Тибету. Челник индијске војне политике Н. Б. Мулик је сматрао да Кина никад неће силом покушати да реши спор. Кинески и индијски политичари су настављали да се свађају, док спор није ескалирао у рат. Индија је спорила кинеско право на покрете трупа и на ту спорну територију. Дошло је до преговора, али стање се погоршавало. Гранични проблем је сад постао већи спор. Кина је сматрала да је граница неодређена и да се о њој треба преговарати. Индија је сматрала да је граница одређена и да могу успоставити контролне пунктове на граници.

## Рат
Током лета и јесени 1962. наставили су се различити инциденти између Кине и Индије. Према кинеским изворима у јуну 1962. избио је мали окршај две стране и убијено је доста кинеских војника у том окршају. Јединице кинеске и индијске војске су остале у блиском контакту током септембра 1962. Непријатељска ватра се отварала понекад. С обзиром на то како је индијска војска била неприпремљена сматра се вероватним да Џавахарлал Нехру није предвидео пуни рат. Ипак Нехру је од 2. новембра спроводио политику намерног постављање војске на положаје све више и више напред. Неки од тих положаја су били и иза Макмахонове линије, па се кршила и сама индијска дефиниција границе. Кинеска страна је одлучила да на то реагује силом. Џавахарлал Нехру се страшно прерачунао и то је за њега било изненађење. Све индијске владе после тога одбијају да пусте у јавност што се тачно дешавало.
Јединица кинеске армије (600 људи) изненада је напала 8. септембра предње индијске положаје који су се налазили три километра на кинеској страни Макмахонове линије на Тагла гребену. Џавахарлал Нехру је у Лондону тада медијима рекао да индијска војска има задатак да ослободи територије од окупације кинеске армије. Индијски начелник генералштаба је 17. септембра наредио индијским војницима да поврате Тагла гребен. На мосту реке Намка Чу дошло је до сукоба 20. септембра и убијено је 9 кинеских и индијских војника.
Индијска војна патрола је 10. октобра кренула према мостовима од Јумцо Ла, где је био положај 1.000 кинеских војника. Индијска патрола се повукла после тешких губитака. Преко 50% јединице је убијено или рањено, а и Кинези су претрпели губитке. Тај дан Индијци сматрају почетком Индијско-кинеског рата, иако је то био сукоб на ограниченој територији, која је била неспорно кинеска.
Џавахарлал Нехру је 12. октобра прокламовао индијски циљ да истера Кинезе из региона сукоба, укључујући и Долу, која је била на кинеској страни и по индијским схватањима границе. Министар одбране Индије Кришна Менон је позвао 14. октобра да се индијски војници боре против кинеских до задњег војника. Индија је започела са слањем нових снага у подручје. Каснији извештај (Хендерсон-Брукс-Багатов извештај) тврди да је Нехруова намера да изврши инвазију неспорно кинеских територија заправо осигурала кинески удар.
Кинеска армија је 20. октобра 1962. започела два координисана напада, који су били географски удаљени 1.000 километара. Напади су били у Чап долини у Ладаку и на Намку Чу реку. Било је окршаја и на Натула прелазу у Сикиму, кога је Индија сматрала протекторатом. После 4 дана рата Кина је успела освојити велики део спорних територија. После тога је Индији понудила преговоре. Џавахарлал Нехру је одбио ту понуду и покушао је да регрупише снаге. Око 120 официра пребачени су из Хајдерабада ваздухом до Чушул сектора. Пребачени су на Резанг гребен да бране највиши аеродром, на преко 5.000 метара. Индијске снаге су трпеле због логистичких проблема и због слабије бројности и бојеве готовости. Индијци су се распршили по широком подручју, а јединицама је било потребно ваздушно снабдевање. Борцима је недостајала и опрема и тренинг за планинско ратовање. Нису имали ни зимске одеће. Ипак борили су се храбро и професионално у раној фази рата, док њихови војни команданти нису замењени Нехруовим људима.
Ниједна страна није објавила рат, нити је користила авијацију, нити је прекинула дипломатске односе. Тај рат се десио у исто време кад и Кубанска ракетна криза, тако да је са стране Запада био посматран као још једна агресија комунистичког блока, што је погодовало индијској страни. Кинеска страна је због тога имала стратешки интерес да брзо оконча рат. Када се сукоб наставио у новембру кинеске снаге су на истоку брзо уништиле 4-ту индијску дивизију и дошли су до предграђа Тезпура у Асаму. До 20. новембра више није било организованог индијског отпора на спорним територијама. Кинеска војска после тога више не напредује, него проглашава 21. новембра једнострани прекид ватре. Америчка авијација је допремала Индији помоћ, али више није било воље за наставком сукоба. Кинеска војска повукла делимично на положај који је одржан прије рата.

## Последице
После индијског пораза индијски министар одбране Кришна Менон је дао оставку. Џавахарлал Нехру је био жестоко критикован. Нити Индија ни Кина нису признали да су започели рат и наставила су се узајамна оптуживања. Индијска влада је одредила да комисија истражи узроке рата и пораз. Комисија је саставила Хендерсон-Брукс-Багат извештај. Ипак индијска влада је одбила да пружи увид у важне документе. Индијски пораз из 1962. довео је до промене доктрине, обуке, организације и опреме индијске војске. Пораз Индије је охрабрио Пакистан па је започео 1965. Други кашмирски рат. На кинеској страни победа је довела до пропагандне кампање величања кинеске војске. Министар рата Лин Бјао је тиме добио битне поене, а био је и протежиран од стране Маоа као његов наследник.
Раних 1980их започеле су поново трвења око границе и протести обе стране. Индијски парламент је успоставио државу Аруначал Прадеш, чијих 11 од 16 дистриката је спорно. Током 1993. и 1994. две стране су потписале Кинеско-индијски билатерални споразум о миру дуж линије контроле. Било је десетак састанака да би се одредила линија контроле, али било је ту мало напретка. У задње време током посете кинеског министра Индији, Кина је као гест добре воље признала да Сиким припада Индији. Нити индијска ни кинеска страна нису заинтересоване да нарушавају садашњи статус кво и спорну границу. Историјски пут свиле је отворен 6. јула 2006. што сигнализује још веће отопљавање односа две силе.